# Менуэт земледельцу
«Менуэт земледельцу» — «доисторический» магнитоальбом «Аквариума» (1974 года), известный также под названием «Верблюд-архитектор». Является мини-альбомом.

## Об альбоме
Запись существовала в единственном экземпляре и была утеряна.
Комментарий звукорежиссёра Армена «Марата» Айрапетяна:

Воодушевлённый успехом, «А» записал короткий альбом «Верблюд-архитектор» / «Мария-Луиза 7», куда кроме этих двух песен вошли «Герцогиня Колхиды» и ещё одна, уже не помню, какая вещь.

(«Аппаратчик Марат» — Аквариум 1973—1979 глазами очевидца и участника — январь 1998 года.)

Записи альбома у меня не сохранилось — все плёнки исчезли при многочисленных переездах, единственная сохранившаяся — «Таинство брака», поскольку она была не в рабочей записи или мастер-копии, а в подарочном оформлении, да и ту Борька у меня впоследствии выпросил. Записывался «Верблюд» почти сразу после «Искушения», так что аппаратура и условия были практически те же. Единственная разница — качество. «Искушение» писалось как игра, почти все с первой попытки, на качество внимания не обращалось. «Верблюд» же готовился для поклонников, отсюда несколько дублей, лучший баланс, да и отбор материала — более мелодичного и традиционного, без особого авангарда (кроме Марии-Луизы).

Из личной переписки участника Pestti4 и Армена «Марата» Айрапетяна (17 декабря 2008 года)
Комментарий Бориса Гребенщикова:
До 1975 продолжалась первая фаза «Аквариума», за которую БГ украл из другой группы своего старого друга пианиста А. Романова (Дюшу) и записал два LР и ЕР. Первый LР — «Искушение Святого Аквариума», ЕР — 4 песни: «Верблюд, Архитектор», «Менуэт Земледельцу», «Мария Луиза 7», «Я знаю места» — более традиционный «рок абсурда», то есть идиотические тексты и более-менее нормальные гармонии. (ПРАВДИВАЯ АВТОБИОГРАФИЯ АКВАРИУМА
(Письмо Бориса Гребенщикова Артемию Троицкому, 1980 год)
.)

## Список композиций
Музыка и слова во всех композициях — Б. Гребенщиков и А. Гуницкий
1. Верблюд-архитектор
2. Менуэт земледельцу
3. Мария Луиза № 7
4. Я знаю места (Герцогиня Колхиды)

## Дополнительные факты
- На официальном сайте группы «Аквариум»[1] композиция «Мария Луиза № 7» обозначена, как «инструментал». На самом же деле у неё был текст. Комментарий звукорежиссёра Армена «Марата» Айрапетяна (текст песни публикуется впервые):

«Мария-Луиза 7» — не совсем инструментал. Вокала в ней не было, но под музыку Джордж произносил фразы:
 

Дождь — это ветер, который не спит

Я видел как камень любил телескоп

Стакан — это зеркало трёх кирпичей

Раскрытый шкаф шагает у моря

В моем чемодане есть ваш скелет
 

и затем оба завывали: «Мария-Луиза, Мария-Луиза»

Из личной переписки участника Pestti4 и Армена «Марата» Айрапетяна (17 декабря 2008 года)

- Песня «Менуэт земледельцу» была перезаписана в 1997 году на студии «Добролёт» для альбома «Гиперборея», но в изначальную версию альбома не вошла и была выпущена на сборнике «Кунсткамера» в 1998 году, а на альбоме была выпущена только в качестве бонус-трека в 2003 году в рамках проекта «Антология»
- «Я знаю места» — песня, написанная А. Гуницким в 1973 году. Приблизительно в 1989 году Борис Гребенщиков дописал к ней два куплета, и песня в таком изменённом виде была записана для альбома «Гиперборея» 1997 года.